# Pojoaque (Nuevo México)
Pojoaque es un lugar designado por el censo ubicado en el condado de Santa Fe en el estado estadounidense de Nuevo México. En el Censo de 2010 tenía una población de 1907 habitantes y una densidad poblacional de 168,57 personas por km².

## Geografía
Pojoaque se encuentra ubicado en las coordenadas 35°53′46″N 106°0′38″O / 35.89611, -106.01056. Según la Oficina del Censo de los Estados Unidos, Pojoaque tiene una superficie total de 11.31 km², de la cual 11.31 km² corresponden a tierra firme y 0 km² (0 %) es agua.

## Demografía
Según el censo de 2010, había 1907 personas residiendo en Pojoaque. La densidad de población era de 168,57 hab./km². De los 1907 habitantes, Pojoaque estaba compuesto por el 50.18 % blancos, el 0.79 % eran afroamericanos, el 17.78 % eran amerindios, el 0.42 % eran asiáticos, el 0.1 % eran isleños del Pacífico, el 25.69 % eran de otras razas y el 5.03 % pertenecían a dos o más razas. Del total de la población el 67.86 % eran hispanos o latinos de cualquier raza.